# 英城街道
英城街道，是中华人民共和国广东省清远市英德市下辖的一个乡镇级行政单位。

## 行政区划
英城街道下辖以下地区：
城中社区、城南社区、城北社区、城西社区、南山社区、仙泉花园社区、白沙村、矮山坪村、江湾村、长岭村、岩前村和廊步村。

## 交通
- 京广高速铁路：英德西站